# Flamengo de Ngagara
Flamengo de Ngagara là một câu lạc bộ bóng đá đến từ Bujumbura, Burundi, thi đấu ở Giải bóng đá ngoại hạng Burundi năm 2008 và 2009.